# Psychotria wawrae
Psychotria wawrae är en måreväxtart som beskrevs av Seymour Hans Sohmer. Psychotria wawrae ingår i släktet Psychotria och familjen måreväxter. Inga underarter finns listade i Catalogue of Life.